# Denticnemis bicolor
Denticnemis bicolor är en trollsländeart som beskrevs av Bertenef 1956. Denticnemis bicolor ingår i släktet Denticnemis och familjen flodflicksländor. Inga underarter finns listade i Catalogue of Life.